# Salmonicultură

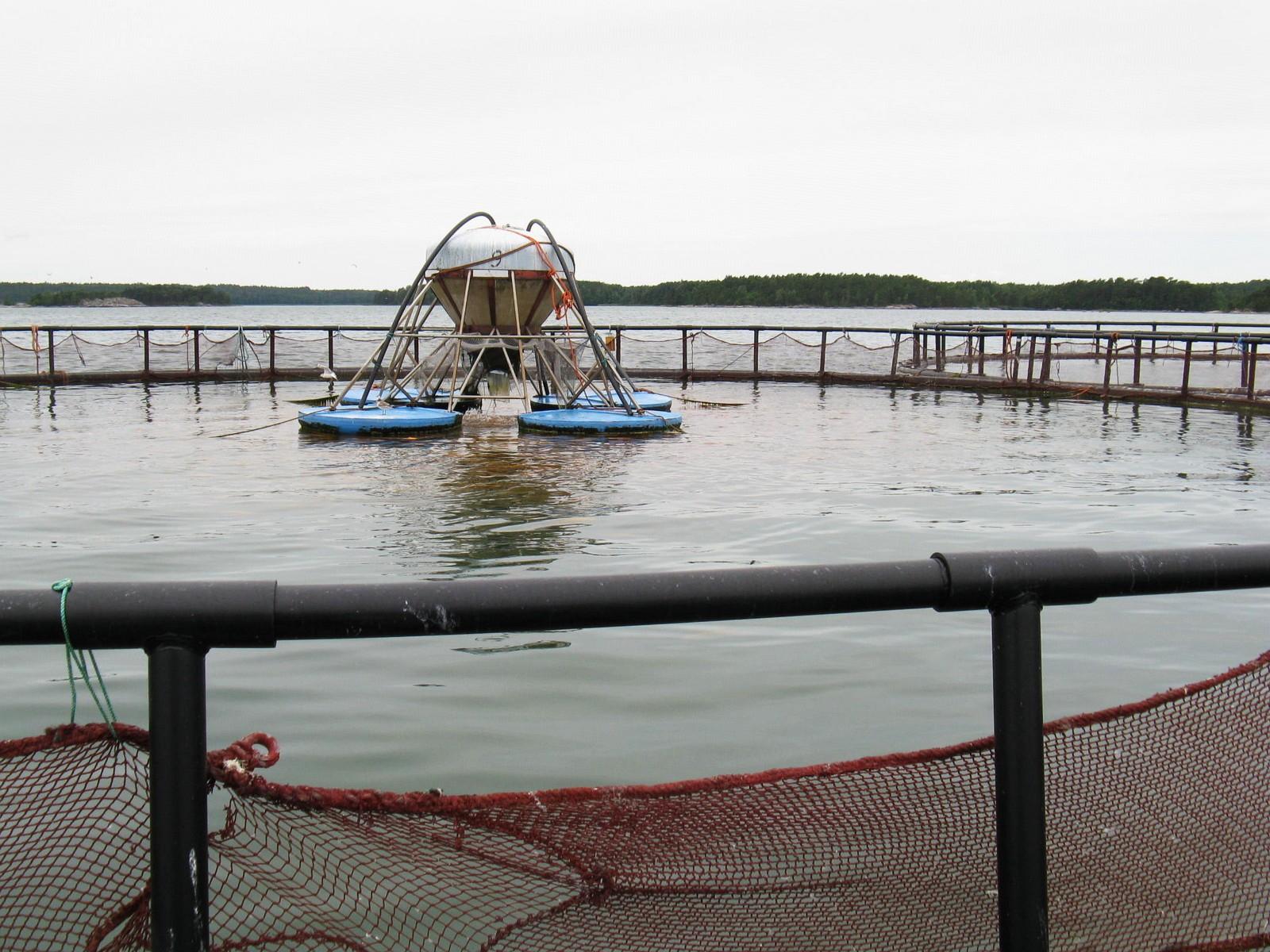
O păstrăvărie în arhipelagul Finlanda

Salmonicultura este o ramură a pisciculturii, care se ocupă cu reproducerea, creșterea, furajarea și comercializarea salmonidelor (Salmonidae), precum și cu repopularea cu puietul rezultat (sau cu icre embrionate) a apelor naturale, în scop industrial sau sportiv. În păstrăvăriile din România se cresc mai multe specii  de salmonide: păstrăvul indigen, păstrăvul curcubeu, păstrăvul fântânel, lostrița, lipanul. În România salmonicultura se practică în apele de munte care trebuie să prezinte anumite caracteristici: debit constant sau cu mici variații, limpezime mare, reacție slab acidă, până la alcalină (pH 6-8), temperatură cuprinsă între 2-20° (15° temperatura optimă), oxigen dizolvat (6-10 cm3/l apă), capacitate biogenică mare ș.a. 